# Les Malheurs de l'amour (Boilly)
Les Malheurs de l'amour est une peinture de genre de 1790 réalisée par l'artiste français Louis-Léopold Boilly,. Au début de sa carrière, Boilly a principalement produit des peintures de genre et des portraits avant de se tourner vers les scènes de rues de Paris pour lesquelles il est surtout connu.
C'est l'une des onze œuvres réalisées par Boilly pour l'aristocrate avignonnais Antoine Joseph François Xavier Calvet de Lapalun, qui mettent toutes en scène différentes étapes de l'amour. Ici, une femme est bouleversée, soutenue par sa confidente, lorsqu'une servante de son ancien amant lui rend son portrait, signalant ainsi la fin de leur relation.
Aujourd'hui, le tableau se trouve dans la Wallace Collection à Londres, après avoir été acquis par le marquis de Hertford en 1863. Un autre tableau de la série se trouve également dans le musée.

## Liens
- Ressource relative aux beaux-arts :   - Art UK